# Buckleya angulosa
Buckleya angulosa är en sandelträdsväxtart som beskrevs av S.B.Zhou & X.H.Guo. Buckleya angulosa ingår i släktet Buckleya och familjen sandelträdsväxter. Inga underarter finns listade i Catalogue of Life.